# 亚裔美国人历史
亚裔美国人历史是指美国亚裔的历史。1850年到1905年期間，大量來自中国、日本和菲律宾的非技术工人来到美国定居，其中很多人在夏威夷和加利福尼亚州定居，越南战争后，許多來自越南和柬埔寨的难民来到美国。自1965年以来，許多受过高等教育的亚洲人移民至美國。